# Hafiz (cràter)
Hafiz és un cràter d'impacte en el planeta Mercuri de 280 km de diàmetre. Porta el nom del poeta persa Hàfidh (c. 1320-1389), i el seu nom va ser aprovat per la Unió Astronòmica Internacional el 2014.